# British Academy Film Awards 2006
Die 59. British Academy Film Awards wurden am 19. Februar 2006 in London vergeben. Die Verleihung zeichnete Filme des Jahres 2005 aus. Gastgeber der Veranstaltung war wie bereits in den Vorjahren der Schauspieler und Moderator Stephen Fry. Als Gewinner konnte sich der Film Brokeback Mountain mit insgesamt vier Preisen, darunter als bester Film und für die beste Regie, durchsetzen. In den Hauptdarstellerkategorien gewannen Philip Seymour Hoffman (Capote) und Reese Witherspoon (Walk the Line). Erstmals wurde eine Auszeichnung für die beste darstellerische Nachwuchsleistung (Orange Rising Star Award) vergeben, deren Gewinner (James McAvoy) vom Publikum gewählt wurde.
Bei der Bekanntgabe der Nominierungen für die 59. BAFTA-Awards am 19. Januar 2006 galt die deutsch-britische-Koproduktion Der ewige Gärtner mit zehn Nominierungen als Favorit auf den wichtigsten britischen Filmpreis. Großer Konkurrent für die Romanverfilmung von Fernando Meirelles waren die US-amerikanischen Produktionen Brokeback Mountain bzw. L.A. Crash mit je neun Nominierungen; erstgenannter Film hatte sich bereits bei der Verleihung der Golden Globe Awards 2006 gegen Der ewige Gärtner durchsetzen können. Als bester Nebendarsteller erhielt George Clooney gleich zwei Nominierungen für seine Arbeit in den Politthrillern Good Night, and Good Luck und Syriana. In der Kategorie Bester nicht-englischsprachiger Film konnte sich der französische Film Der wilde Schlag meines Herzens unter anderem gegen die deutsch-französische Koproduktion Merry Christmas und den südafrikanischen Film Tsotsi, der später mit dem Oscar ausgezeichnet wurde, durchsetzen.
Mainstream-Produktionen wie King Kong, Die Chroniken von Narnia: Der König von Narnia, Harry Potter und der Feuerkelch oder Charlie und die Schokoladenfabrik erhielten nur Nominierungen in Nebenkategorien.
Keine Berücksichtigung aufgrund des späten britischen Kinostarts ihres Films im März 2006 fand die US-Amerikanerin Felicity Huffman, die für ihr Porträt einer Transfrau in Transamerica dieses Jahr mit dem Golden Globe als beste Dramadarstellerin ausgezeichnet worden war.
| Film                                           | N  | A |
| ---------------------------------------------- | -- | - |
| Der ewige Gärtner                              | 10 | 1 |
| Brokeback Mountain                             | 9  | 4 |
| L.A. Crash                                     | 9  | 2 |
| Die Geisha                                     | 6  | 3 |
| Good Night, and Good Luck                      | 6  | 0 |
| Stolz und Vorurteil                            | 6  | 1 |
| Capote                                         | 5  | 1 |
| Charlie und die Schokoladenfabrik              | 4  | 0 |
| Lady Henderson präsentiert                     | 4  | 0 |
| Walk the Line                                  | 4  | 2 |
| Batman Begins                                  | 3  | 0 |
| Die Chroniken von Narnia: Der König von Narnia | 3  | 1 |
| Harry Potter und der Feuerkelch                | 3  | 1 |
| King Kong                                      | 3  | 1 |
| Die Reise der Pinguine                         | 2  | 0 |
| Festival                                       | 2  | 0 |
| Kaltes Land                                    | 2  | 0 |
| Tsotsi                                         | 2  | 0 |

## Preisträger und Nominierte

### Bester Film
Brokeback Mountain – Diana Ossana, James Schamus
Capote – Caroline Baron, William Vince, Michael Ohoven
Der ewige Gärtner (The Constant Gardener) – Simon Channing-Williams
Good Night, and Good Luck – Grant Heslov
L.A. Crash (Crash) – Cathy Schulman, Don Cheadle, Bob Yari

### Bester britischer Film (Alexander Korda Award)
Wallace & Gromit – Auf der Jagd nach dem Riesenkaninchen (Wallace & Gromit: The Curse of the Were-Rabbit) – Claire Jennings, David Sproxton, Nick Park, Steve Box, Mark Burton, Bob Baker
A Cock and Bull Story – Andrew Eaton, Michael Winterbottom, Frank Cottrell Boyce (als Martin Hardy)
Der ewige Gärtner (The Constant Gardener) – Simon Channing-Williams, Fernando Meirelles, Jeffrey Caine
Festival – Christopher Young, Annie Griffin
Stolz und Vorurteil (Pride & Prejudice) – Tim Bevan, Eric Fellner, Paul Webster, Joe Wright, Deborah Moggach

### Beste Regie (David Lean Award)
Ang Lee – Brokeback Mountain
George Clooney – Good Night, and Good Luck
Paul Haggis – L.A. Crash (Crash)
Fernando Meirelles – Der ewige Gärtner (The Constant Gardener)
Bennett Miller – Capote

### Bester Hauptdarsteller
Philip Seymour Hoffman – Capote
Ralph Fiennes – Der ewige Gärtner (The Constant Gardener)
Heath Ledger – Brokeback Mountain
Joaquin Phoenix – Walk the Line
David Strathairn – Good Night, and Good Luck

### Beste Hauptdarstellerin
Reese Witherspoon – Walk the Line
Judi Dench – Lady Henderson präsentiert (Mrs. Henderson Presents)
Charlize Theron – Kaltes Land (North Country)
Rachel Weisz – Der ewige Gärtner (The Constant Gardener)
Zhang Ziyi – Die Geisha (Memoirs of a Geisha)

### Bester Nebendarsteller
Jake Gyllenhaal – Brokeback Mountain
Don Cheadle – L.A. Crash (Crash)
George Clooney – Good Night, and Good Luck
George Clooney – Syriana
Matt Dillon – L.A. Crash

### Beste Nebendarstellerin
Thandie Newton – L.A. Crash (Crash)
Brenda Blethyn – Stolz und Vorurteil (Pride & Prejudice)
Catherine Keener – Capote
Frances McDormand – Kaltes Land (North Country)
Michelle Williams – Brokeback Mountain

### Beste darstellerische Nachwuchsleistung (Orange Rising Star Award)
James McAvoy
Gael García Bernal
Chiwetel Ejiofor
Rachel McAdams
Michelle Williams

### Adaptiertes Drehbuch
Larry McMurtry, Diana Ossana – Brokeback Mountain
Jeffrey Caine – Der ewige Gärtner (The Constant Gardener)
Dan Futterman – Capote
Deborah Moggach – Stolz und Vorurteil (Pride & Prejudice)
Josh Olson – A History of Violence

### Original-Drehbuch
Paul Haggis, Bobby Moresco – L.A. Crash (Crash)
George Clooney, Grant Heslov – Good Night, and Good Luck
Terry George, Keir Pearson – Hotel Ruanda (Hotel Rwanda)
Akiva Goldsman, Cliff Hollingsworth – Das Comeback (Cinderella Man)
Martin Sherman – Lady Henderson präsentiert (Mrs. Henderson Presents)

### Beste Kamera
Dion Beebe – Die Geisha (Memoirs of a Geisha)
Laurent Chalet, Jérôme Maison – Die Reise der Pinguine (March of the Penguins)
César Charlone – Der ewige Gärtner (The Constant Gardener)
J. Michael Muro – L.A. Crash (Crash)
Rodrigo Prieto – Brokeback Mountain

### Bestes Szenenbild
Stuart Craig – Harry Potter und der Feuerkelch (Harry Potter and the Goblet of Fire)
Nathan Crowley – Batman Begins
Alex McDowell – Charlie und die Schokoladenfabrik (Charlie and the Chocolate Factory)
Grant Major – King Kong
John Myhre – Die Geisha (Memoirs of a Geisha)

### Bestes Kostümdesign
Colleen Atwood – Die Geisha (Memoirs of a Geisha)
Jacqueline Durran – Stolz und Vorurteil (Pride & Prejudice)
Isis Mussenden – Die Chroniken von Narnia: Der König von Narnia (The Chronicles of Narnia: The Lion, the Witch and the Wardrobe)
Gabriella Pescucci – Charlie und die Schokoladenfabrik (Charlie and the Chocolate Factory)
Sandy Powell – Lady Henderson präsentiert (Mrs. Henderson Presents)

### Beste Maske
Howard Berger, Nikki Gooley, Gregory Nicotero – Die Chroniken von Narnia: Der König von Narnia (The Chronicles of Narnia: The Lion, the Witch and the Wardrobe)
Kate Biscoe, Lyndell Quiyou, Kelvin R. Trahan, Noriko Watanabe – Die Geisha (Memoirs of a Geisha)
Nick Dudman, Eithne Fennel, Amanda Knight – Harry Potter und der Feuerkelch (Harry Potter and the Goblet of Fire)
Fae Hammond – Stolz und Vorurteil (Pride & Prejudice)
Peter Owen, Ivana Primorac – Charlie und die Schokoladenfabrik (Charlie and the Chocolate Factory)

### Beste Filmmusik (Anthony Asquith Award)
John Williams – Die Geisha (Memoirs of a Geisha)
T Bone Burnett – Walk the Line
George Fenton – Lady Henderson präsentiert (Mrs. Henderson Presents)
Alberto Iglesias – Der ewige Gärtner (The Constant Gardener)
Gustavo Santaolalla – Brokeback Mountain

### Bester Ton
Doug Hemphill, Peter F. Kurland, Paul Massey, Donald Sylvester – Walk the Line
Christopher Boyes, Mike Hopkins, Hammond Peek, Ethan Van der Ryn – King Kong
David Evans, Stefan Henrix, Peter Lindsa – Batman Begins
Marc Fishman, Sandy Gendler, Adam Jenkins, Richard Van Dyke – L.A. Crash (Crash)
Mike Prestwood Smith, Joakim Sundström, Sven Taits, Stuart Wilson – Der ewige Gärtner (The Constant Gardener)

### Bester Schnitt
Claire Simpson – Der ewige Gärtner (The Constant Gardener)
Sabine Emiliani – Die Reise der Pinguine (March of the Penguins)
Stephen Mirrione – Good Night, and Good Luck
Geraldine Peroni, Dylan Tichenor – Brokeback Mountain
Hughes Winborne – L.A. Crash (Crash)

### Beste Visuelle Effekte
Joe Letteri, Christian Rivers, Richard Taylor, Brian Van’t Hul – King Kong
Tim Alexander, Jim Mitchell, John Richardson, Tim Webber – Harry Potter und der Feuerkelch (Harry Potter and the Goblet of Fire)
Jim Berney, Scott Farrar, Bill Westenhofer, Dean Wright – Die Chroniken von Narnia: Der König von Narnia (The Chronicles of Narnia: The Lion, the Witch and the Wardrobe)
Chris Corbould, Paul J. Franklin, Dan Glass, Janek Sirrs – Batman Begins
Nick Davis, Chas Jarrett, Jon Thum, Joss Williams – Charlie und die Schokoladenfabrik (Charlie and the Chocolate Factory)

### Beste Nachwuchsleistung (Carl Foreman Award)
Joe Wright (Regie) – Stolz und Vorurteil (Pride & Prejudice)
David Belton (Produzent) – Shooting Dogs
Peter Fudakowski (Produzent) – Tsotsi
Annie Griffin (Regie/Drehbuch) – Festival
Richard Hawkins (Regie) – Everything

### Bester animierter Kurzfilm
Sztuka spadania – Tomasz Bagiński, Jarek Sawko, Piotr Sikora
Film Noir – Osbert Parker
Kamiya tsûshin – Sumito Sakakibara
Rabbit – Run Wrake
The Mysterious Geographic Explorations of Jasper Morello – Anthony Lucas, Julia Lucas, Mark Shirrefs

### Bester Kurzfilm
Antonio’s Breakfast – Daniel Mulloy, Howard Stogdon, Amber Templemore-Finlayson
Call Register – Kit Hawkins, Ed Roe, Adam Tudhope
Heavy Metal Drummer – Amanda Boyle, Toby MacDonald, Luke Morris
Heydar, An Afghan in Tehran – Homayoun Assadian, Babak Jalali
Lucky – Bex Hopkins, Avie Luthra

### Bester nicht-englischsprachiger Film
Der wilde Schlag meines Herzens (De battre mon coeur s'est arrêté), Frankreich – Pascal Caucheteux, Jacques Audiard
Die große Reise (Le grand voyage), Bulgarien/Frankreich/Marokko/Türkei – Humbert Balsan, Ismaël Ferroukhi
Kung Fu Hustle (功夫, Gong fu), Volksrepublik China – Stephen Chow, Po Chu Chui, Jeffrey Lau
Merry Christmas (Joyeux Noel), Frankreich – Christian Carion, Christophe Rossignon
Tsotsi, Südafrika – Peter Fudakowski, Gavin Hood

## Ehrenpreise

### Academy Fellowship
David Puttnam –  britischer Filmproduzent

### Herausragender britischer Beitrag zum Kino (Michael Balcon Award)
(Outstanding British Contribution to Cinema)
Robert „Chuck“ Finch und Billy Merrell –  britischer Beleuchter und Lichttechniker